# L'oro dei lama
L'oro dei lama (Golden Buddha) è un romanzo di Clive Cussler, scritto insieme a Craig Dirgo e pubblicato nel 2003. L'opera racconta le vicende della nave da carico Oregon; vengono introdotti nuovi personaggi che vivranno le avventure narrate da Clive Cussler, tra cui Craig Dirgo, elemento di spicco all'interno dell'organico della NUMA, organizzazione realmente esistente.

## Edizioni
- Clive Cussler e Craig Dirgo, L'oro dei lama, collana La Gaja Scienza, traduzione di Manuela Frassi, Longanesi, 1º marzo 2007,  p. 468, ISBN 978-88-304-2219-3.
- Clive Cussler e Craig Dirgo, L'oro dei lama, traduzione di Manuela Frassi, Teadue, TEA, 2008,  p. 451, ISBN 9788850217069.
- Clive Cussler e Craig Dirgo, L'oro dei lama, traduzione di Manuela Frassi, Tea più, TEA, 29 agosto 2019,  p. 460, ISBN 9788850254996.